# Škola superhrdinů
Škola superhrdinů (v anglickém originále Sky High) je americký film z roku 2005 ze studia Walt Disney.
Šestnáctiletý kluk Will Nezdolný (Michael Angarano) jde jako prvák na střední školu superhrdinů. Jeho matka a otec jsou slavní superhrdinové zvaní Velitel (Kurt Russel) a Raketa (Kelly Prestonová). Proto se rozhodli dát svého syna na střední školu superhrdinů, protože si myslí, že Will má stejné superschopnosti jako oni. Spolu s Willem jde na střední školu jeho nejlepší kamarádka Layla (Danielle Panabaker), která má schopnost manipulovat z rostlinami. Will zatím svou superschopnost ještě neodhalil a proto ho v první den ve škole zařadili mezi „parťáky“, kam se dostávají studenti se slabými schopnostmi. To ale Will netušil, že při potyčce se svým nepřítelem Bojmírem (Steven Strait) zjistí svou superschopnost. Učitelé ho okamžitě přijali do třídy mezi „hrdiny“ a bude pak blíž k své lásce holky Gwen (Mary Elizabeth Winstead) do které se zamiloval a začal s ní chodit. Layla je ale hrozně zmatená z toho, že Will dal přednost jiné holce před svou nejlepší kamarádkou. Na konec se ale všichni dozví, že Gwen je vlastne zločinec a padouch, který ukradl vzácnou zbraň Willovým rodičům Velitelovi a Raketě, které zlá Gwen proměnila na mimina a držela je ve škole spolu s učiteli, které proměnila na mimina taky. Z Bojmíra se na konec stal Willův nejlepší kamarád, který mu pomáhal zachránit rodiče a zničit Gwen. Na konec všechno dobře dopadne a Layle se splní sen a stane se Willovou holkou.